# هتل پورتالس

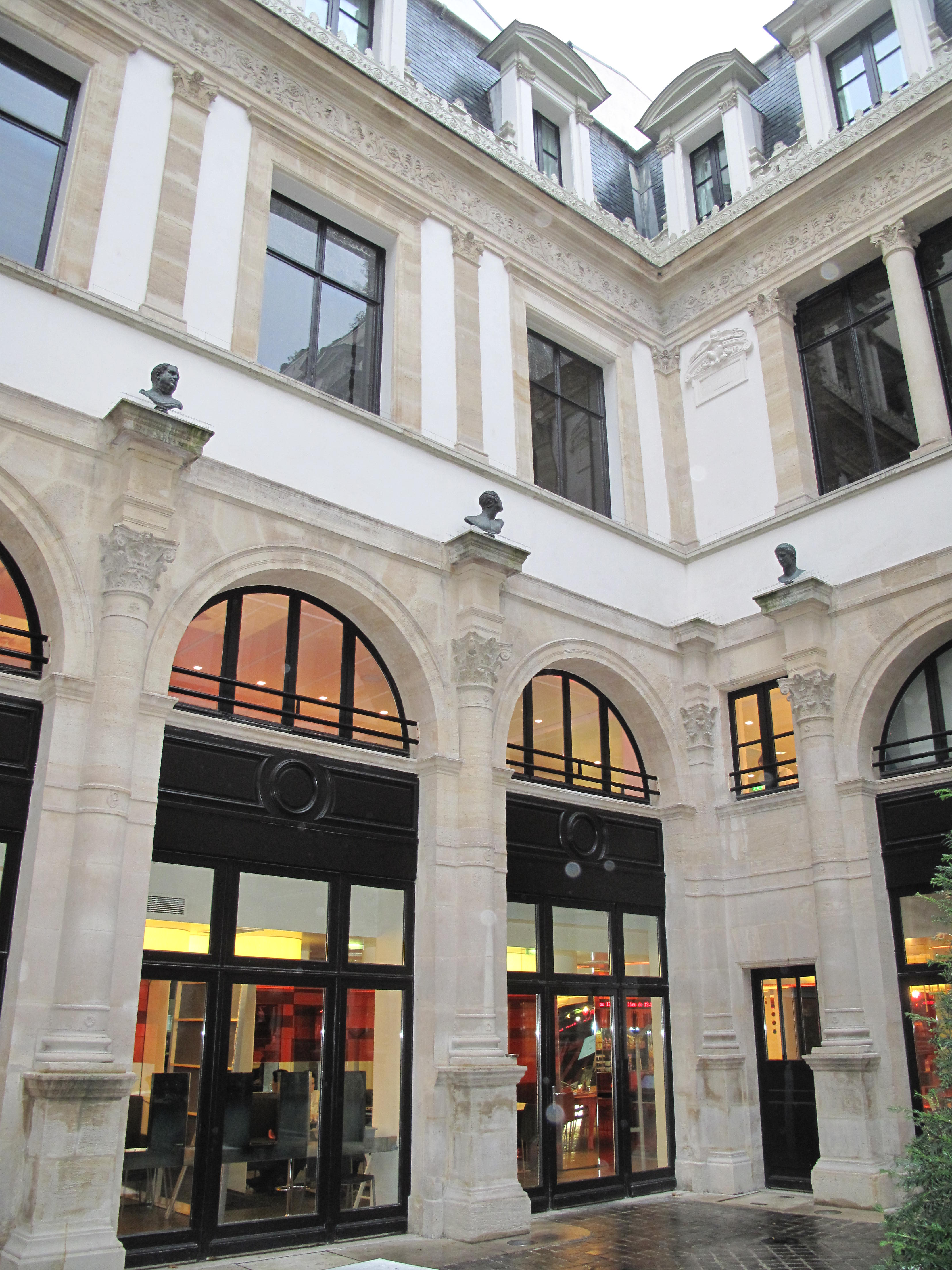
نمایی از «هتل پورتالِس»

هتل پورتالِس (فرانسوی: Hôtel de Pourtalès‎) نام یک عمارت مسکونی بزرگ تاریخی است که در «خیابان ترونشه، پلاک ۷» در «منطقهٔ ۸» پاریس قرار دارد و اکنون به‌عنوان هتل استفاده می‌شود.
این ساختمان در سال ۱۸۳۹ میلادی توسط «ژام-الکساندر دو پورتالِس» ساخته شد و طراحی آن نیز توسط معمار فرانسوی «ژاک فلیکس دیوبان» انجام شده است. این هتل از تاریخ ۱۷ سپتامبر ۲۰۰۲ میلادی به عنوان یک «عمارت تاریخی» ثبت شده است.
در اکتبر ۲۰۱۶، کیم کارداشیان اظهار داشت که در این هتل مورد سرقت مسلحانه قرار گرفته و جواهراتش را دزدیده‌اند.